# Ingeld
Ingeld (antico inglese) o Ingjaldr (norreno) fu un leggendario guerriero che compare nelle leggende anglosassoni e norrene. Ingeld era così benconosciuto che, nel 797, Alcuino di York mandò una lettera al vescovo Igebaldo di Lindisfarne chiedendo spiegazioni dell'interesse del monaco per le leggende eroiche scrivendo: Quid enim Hinieldus cum Christo? - "Cos'ha Ingeld a che fare con Cristo?"
Le leggende a noi giunte parlano di Ingeld come di un nemico di Hroðgar, Halga e Hroðulf. Il conflitto tra Hroðgar e Hroðulf degli Scylding da una parte e Froda e Ingeld degli Heaðobard dall'altra compare sia nel Beowulf che nel Widsith. Gli studiosi in genere concordano che questi personaggi compaiono sia nella tradizione anglosassone (Beowulf) sia in quella scandinava (saghe norrene e cronache danesi). Tuttavia nella tradizione norrena gli Heaðobard apparentemente sembrano essere stati dimenticati e il conflitto è diventato invece una faida familiare, oppure un conflitto coi Sassoni dove i Danesi prendono il posto degli Heaðobard.

## IlBeowulf
Nel Beowulf, Ingeld è il figlio di re Froda degli Heaðobard, ed entrambi sono coinvolti in una guerra contro i Danesi. Quando Beowulf racconta della sua avventura in Danimarca al suo re Hygelac, dice che Hroðgar ebbe una figlia, Freawaru. Poiché Froda era stato ucciso dai Danesi, Hroðgar mandò Freawaru a sposare Ingeld, in un tentativo infruttuoso di terminare la faida. Un vecchio guerriero spinge gli Heaðobard alla vendetta, e Beowulf predice a Hygelac che Ingeld si rivolterà contro il suocero Hroðgar. Nella versione data dalla cronaca danese Gesta Danorum (vedi sotto), il vecchio guerriero compare con il nome di Starkaðr, e riuscì a far divorziare Ingeld e la sposa e a farlo rivoltare contro la famiglia di lei. All'inizio nel poema Beowulf, il poeta ci dice che la reggia Heorot fu alla fine distrutta dal fuoco:
(Beowulf, vv. 81-85)
È stato talvolta interpretato che la nuova guerra con Ingeld condusse all'incendio della reggia di Heorot, ma il poema separa i due eventi (con la frase Né è lontano quel giorno).

## IlWidsith
Mentre il Beowulf non si ferma mai sul risultato della battaglia con Ingeld, il forse più tardo poema Widsith riferisce di una vittoria di Hroðgar e Hroðulf contro Ingeld ad Heorot:
(Widsith)

## LaSaga degli Skjöldungare ilBjarkarímur
La Saga degli Skjöldungar e il Bjarkarímur ribaltano la relazione tra Froda e Ingeld dicendo Ingeld (Ingjaldus) padre di Froda (Frodo). Inoltre, Ingeld è qui descritto come il fratellastro di Healfdene (Haldan).
Frodo sconfisse il re svedese Jörundr, rendendolo suo tributario, e prese sua figlia. La figlia diede alla luce Haldan, ma un'altra donna divenne moglie legittima di Frodo e diede alla luce Ingjaldus. Insieme a uno dei suoi jarl, Swerting, Jorund cospirò contro Frodo e lo uccise durante il blót.
Haldan ebbe una moglie chiamata Sigrith e tre figli: i maschi Roas (Hroðgar) e Helgo (Halga) e la femmina Signy. Ingjaldus era geloso del fratellastro, perciò attaccò e uccise Haldan e sposò Sigrith. Ingjaldus e Sigrith ebbero due figli, Rærecus e Frodo. Ingjaldus, preoccupato che i nipoti potessero voler vendetta, cercò di prenderli e ucciderli, ma Roas e Helgo sopravvissero nascondendosi su un'isola presso la Scania. Quando furono abbastanza grandi, vendicarono loro padre uccidendo Ingjaldus.
Nella Hrólfs saga kraka ok kappa hans, che racconta praticamente la stessa storia, è Froda (Fróði) il fratellastro di Haldan.

## LeGesta Danorum
La tradizione della faida con gli Heaðobard Ingeld e Froda compare due volte nelle Gesta Danorum. C'è anche una terza volta, basata sul racconto di un vecchio guerriero che riaccende il conflitto .
La prima volta, parla della faida nel Libro 2, dove Ingeld (chiamato Ingild) compare con il figlio Agnar. In questa versione, il figlio di Ingeld stava per sposare la sorella di Hroðulf, Rute, ma scoppiò una battaglia e Agnar morì in duello contro Böðvarr Bjarki (chiamato Biarco).
La seconda versione nelle Gesta Danorum (Libro 6), riguarda le avventure di Starkaðr, e parla della riaccensione del conflitto da parte del vecchio guerriero. Il re danese Frotho (Froda) fu ucciso a tradimento da un Sassone chiamato Swerting (Swertingus). Il figlio di Frotho, Ingeld (Ingellus) viveva dissolutamente e sposò una figlia di Swerting. Questo fece arrabbiare Starkaðr così tanto che entrò al servizio del re svedese Halfdan (Haldanus). Poiché Ingeld continuava la sua vita sfrenata senza preoccuparsi di vendicare il padre, Starkaðr si recò ad un banchetto che Ingeld aveva dato in onore dei figli di Swerting, uccisore di suo padre. Starkaðr ammonì aspramente Ingeld e umiliò la regina che aveva tentato di calmarlo con la gentilezza e con un nastro costoso. Starkaðr riuscì a far uccidere da Ingeld i figli di Swerting e a farlo divorziare dalla moglie sassone.
La terza volta, parla di Froda e Ingeld nel Libro 7, ma qui Hroðgar è rimpiazzato da un Harald e Halga da un Haldanus. L'Ingeld è lo stesso dei precedenti racconti, ma qui Froda compare come figlio di Ingeld. Questa è una versione della faida simile a quella raccontata nella Saga degli Skjöldungar, nel Bjarkarímur e nella Hrólfs saga kraka ok kappa hans, dove gli Heaðobard sono stati dimenticati e la faida con Froda e Ingeld è diventata una faida familiare. Ingeld ha come figli Frodo (Froda) e Harald (Halfdan); la parentela Froda-Ingeld è perciò ribaltata, come nella Saga degli Skjöldungar e nel Bjarkarímur. Froda uccide il fratello e cerca di far fuori i nipoti Harald (Hroðgar) e Haldanus (Halga). Dopo alcune vicissitudini, i due fratelli bruciano vivo lo zio nella sua casa e vendicano così il padre.